# Chupan

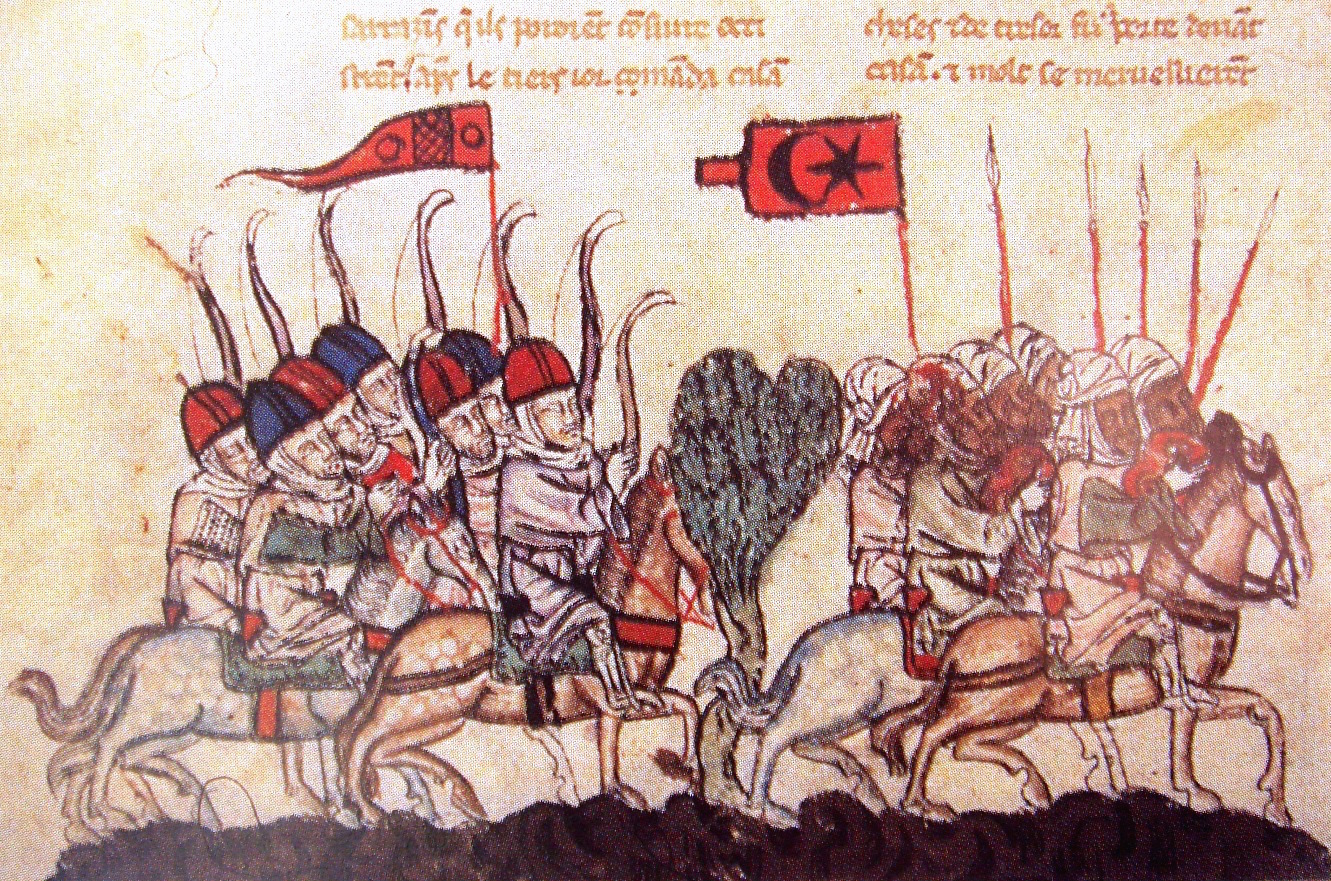
La bataille de Wadi al-Khazandar, troisième bataille d'Homs en 1299. Victoire des archers mongols (à gauche) contre les Mamelouks (à droite).

Chupan, ou Tchupan, Tchoban, aussi connu comme émir Chupan Noyan, né vers 1262, mort en 1327, est un aristocrate mongol de Perse, au service de trois ilkhans successifs de la dynastie des Houlagides (ou Ilkhanides) : Ghazan, Oldjaïtou et Abou Saïd Bahadour ; il est lui-même l'éponyme de la dynastie des Tchoupanides[Quoi ?].

## Introduction: le contexte historique

### L'empire mongol dans la seconde moitié duXIIIesiècle
Le Grand Khan des Mongols est alors Kubilai Khan (r. 1260-1294), petit-fils de Gengis Khan, empereur de Chine et fondateur de la dynastie chinoise des Yuan.
Outre la Chine, l'empire mongol comprend alors trois autres khanats : le khanat de Djaghataï en Asie centrale, la Horde d'or (ou khanat de Kiptchak) dans les steppes de Russie et l'ilkhanat de Perse dirigé par les Houlagides.
En dehors de l'empire mongol, les principaux États sont l'empire romain d'Orient et le sultanat mamelouk du Caire qui règne sur l'Égypte et le Cham.

### L'ilkhanat de Perse et la dynastie houlagide
Entre 1255 et 1260, a lieu un événement important : la conquête de l'Ahwaz, de la Basse Mésopotamie (Bagdad est prise en 1258), du Diyar Bakr (ar), du Diyar Moudar (en) et d'Alep, en collaboration avec les forces chrétiennes d'Arménie cilicienne, de Géorgie et d'Antioche, sous le règne du quatrième Grand Khan Möngke. Ces conquêtes, qui mettent notamment fin au califat abbasside, sont exécutées par son frère Houlagou Khan.
Houlagou Khan (1217-1265) est le fondateur de la dynastie des Houlagides ou Ilkhanides :   
- Houlagou Khan (r. 1256-1265), petit-fils de Gengis Khan par Tolui
- Abaqa (r. 1265-1282), fils d'Houlagou
- Teküder (r. 1282-1284), fils d'Houlagou ; converti à l'islam sous le nom d'Ahmad
- Arghoun (r. 1284-1291), fils d'Abaqa
- Ghaykhatou (r. 1291-1295), fils d'Abaqa
- Baïdou (r. 1295), petit-fils d'Houlagou Khan par Taragay
- Ghazan (r. 1295-1304), fils d'Arghoun ; converti à l'islam sous le nom de Mahmud
- Oldjaïtou (r. 1304-1316), fils d'Arghoun
- Abou-Saïd Bahadour (r. 1316-1335), fils d'Oldjaïtou

## Biographie de Chupan

### Origine
Chupan, issu de la maison aristocratique mongole des Süldüz (une lignée descendante de Buyan Suldus des Tayitchi'out), est le fils d'un khan nommé le Malek des Mongols, dont un ancêtre, Sorgan Chira (mn) (ou encore Chilaun ou Chuluun (mongol (écriture cyrillique) : Чулуун), était au service de Gengis Khan au début du XIIIe siècle et dont le père, Amir Tuda'un, est mort sous le règne d'Abaqa, lors de la bataille d'Elbistan contre les Mamelouks en 1277.

### Débuts sous Arghoun et Ghaykhatou
La bravoure de Chupan se révèle au cours d'une bataille contre Nogaï, khan de la Horde d'or, alors qu’il n’a qu’une vingtaine d’années (avril/mai 1289).
À la mort de l’ilkhan Arghoun en 1291, Chupan soutient Ghaykhatou contre Baïdou.
En 1295, Baïdou succède très brièvement à Ghaykhatou, mais Chupan, conseillé par l’émir Nowruz, soutient Ghazan qui accède au pouvoir la même année. En récompense, Chupan reçoit un commandement important.

### Le règne de Ghazan

Tajet des campagnes mongoles de 1300 à 1303. Emplacement de la bataille de Wadi al-Khazandar (3éme Homs, victoire mongole). Emplacement de la bataille de Damas (bataille de Marj as-Suffar, victoire des Mamelouks).

#### L'émir Nowruz (1295-1297)
Arrivé au pouvoir, Ghazan se convertit à l’islam sunnite, prenant le nom de Mahmud. Il est alors influencé par  l’émir Nowruz, qui joue pendant deux ans un rôle essentiel. Mais il est disgracié en 1297 et se rebelle. Chupan participe à la campagne contre lui.

#### La révolte de Sulamich (1299)
En 1299, Chupan est envoyé dans l’est de l’Anatolie en avant-garde de l’armée conduite par l’émir Qutlugh Châh venant de Wasit pour réprimer la révolte de Sulamich. Celui-ci, petit-fils du noyan Baïdju, cherche à se tailler une principauté indépendante avec l’aide du bey de Karaman Mahmud. Chupan attaque par surprise sans attendre le gros de l’armée et remporte la victoire (le 27 avril 1299 à Akşehir).

#### La guerre en Syrie (1299-1303)
Puis il participe à la campagne menée la même année dans la Syrie, contre des Mamelouks qui avaient pourtant salué favorablement sa conversion à l’islam. Ghazan attaque avec 60 000 hommes, occupe Alep, sauf la citadelle (12 décembre 1299). Le roi Héthoum II d’Arménie (Cilicie) se joint à cette campagne avec un contingent important de 40 000 Arméniens et Géorgiens. Chupan occupe le centre de l’armée lors de la bataille de Wadi al-Khazandar (troisième bataille de Homs) près de Homs (22 décembre). Ghazan entre à Damas le 6 janvier 1300.
En février 1300, Ghazan regagne la Perse, laissant derrière lui un contingent sous le commandement de Qutlugh Châh. Les Mamelouks reprennent immédiatement l'offensive. Chupan commande l’avant garde de l’armée pendant la campagne de 1300, à la fin de laquelle les Mamelouks réoccupent la Syrie.
Ghazan fait alors appel aux Francs des États latins d'Orient, organisant une rencontre à Antioche. Au mois de novembre 1300, Amaury II de Chypre y vient avec 300 chevaliers, accompagnés de chevaliers du Temple et de l’Hôpital au moins aussi nombreux. L’hiver particulièrement rigoureux empêche Ghazan de venir au rendez-vous qu’il a fixé. Au mois de février 1301, Qutlugh Châh arrive enfin avec 60 000 hommes. Il part vers Alep puis Homs et revient sans rien faire de plus.
En 1303, Ghazan envoie 60 000 hommes pour une troisième campagne en Syrie toujours sous le commandement de Qutlugh Châh. Contre l’avis de Chupan, celui-ci veut attaquer les Mamelouks avant d’avoir assuré ses arrières à Damas. La bataille de Marj as-Suffar est une défaite pour les Mongols (21 avril 1303). C’est la dernière des interventions mongoles en Syrie. À son retour Qutlugh Châh est puni de quatre-vingt-sept coups de fouet. Chupan, qui a soutenu le moral des troupes pendant la retraite, reçoit trois coups de fouet pour sauver les apparences.

### Règne d’Oldjaïtou
Ghazan meurt le 17 mai 1304. Il a pour successeur son frère cadet, Oldjaïtou, fils de la princesse nestorienne Ourouk Khatun et baptisé par elle sous le nom de Nicolas. Celui ci se convertit à l’islam sous l’influence d’une de ses épouses, adhérant même au chiisme duodécimain.
En mars 1305, Dowlandî Khatun, fille d’Oldjaïtou se fiance avec Chupan. Le mariage est consommé en septembre 1307. Cette année-là, il reçoit le commandement d'une armée chargée de remettre de l'ordre dans le Gilan. Il part d’Ardabil vers le nord jusqu’à Astara puis suit la rive de la mer Caspienne vers le sud. Il convainc les souverains d'Astara et de Gaskar (ou Kaskar dans la région de Rasht) de se rendre sans combat. Il revient ensuite vers Oldjaïtou. Qutlugh Châh qui passe par la vallée du Sefid Roud, est moins chanceux dans son entreprise car il est tué par les Gilakis. Après ce décès de l’émir Qutlugh Châh, Chupan accède au plus haut grade d’Émir de l’ulus (commandant de l'État, 1307).
L’année suivante, Chupan effectue des incursions en Géorgie et passe ensuite l’essentiel de son temps dans ses quartiers d’hivers situés dans les régions d’Arrān et de Muğan, cependant il revient régulièrement au camp d’Oldjaïtou à Sultaniya. Il a peut-être fait une campagne contre Toqtaï en 1313, mais ce n’est pas certain. Ses quartiers d’été sont alors placés stratégiquement sur la frontière à Qaṣr-e Ṭāq et près du lac Sevan (actuellement en Arménie).
Chupan a acquis un pouvoir immense, qui indispose les puissances civiles comme le grand vizir et en particulier le transfuge Qarasonqur. Ce dernier était vice-roi de Syrie mandaté par les Mamelouks d’Égypte (1310). En 1312, il passe dans le camp Mongol. Il a sans doute incité Oldjaïtou à se lancer dans une campagne contre les Mamelouks sans compter sur d’autres forces que les siennes. Cette campagne tourne au désastre pour les Mongols qui s’épuisent à faire le siège de la forteresse d’Al-Rahba, sur la frontière de l’Euphrate. Ce siège dure plusieurs semaines, les troupes souffrent de maladies. Les assaillants doivent se retirer (fin janvier 1313). Ce sera la dernière tentative d’invasion de la Syrie par des Ilkhanides. Oldjaïtou semble avoir donné pleins pouvoirs à Qarasonqur, ce qui aurait provoqué l’hostilité de Chupan.
En 1314, Chupan mène une campagne en Anatolie. Il est chargé de calmer une révolte provoquée par la politique répressive de l’émir mongol Qorûmchî. Cette intervention va par la suite être une des causes de l’hostilité d’émirs mongols. Pendant cette campagne son épouse Dowlandî Khatun est décédée. En 1317, ou peut-être même avant la mort de Dowlandî Khatun, les liens avec la famille régnante vont être renouvelés par ses fiançailles avec Sati Beg, sœur d’Abou Saïd.

### Règne d’Abou Saïd
Abou Saïd, n’a que douze ans lorsqu’il succède à son père Oldjaïtou, décédé à Sultaniya le 16 décembre 1316. Abou Saïd va rester le jouet des seigneurs mongols qui gouvernent sous son nom en se disputant le pouvoir et les provinces. Le nouveau sultan confirme Chupan dans ses fonctions « d’amīr al-umarāʾ. » En 1318, Chupan détient le grand sceau (tamga).
Le grand historien Rashid al-Din qui, comme ministre, avait toujours défendu les intérêts de l’État, est exécuté à cause d’atroces calomnies (18 juillet 1318). Au début du règne le pouvoir est aux mains de Chupan qui de 1317 à 1327 est le véritable maître de la Perse,. Rashid al-Din et Chupan sont d’abord des amis. Chupan persuade Rashid al-Din de reprendre un rôle politique alors que lui-même n’est pas de cet avis. Cette initiative est critiquée par Tâj al-Dîn `Alîchâh. Cet incident démontre l’ambigüité de la relation entre Chupan et le pouvoir de l’administration civile. Son pouvoir se heurte à l’opposition de plusieurs émirs tels qu’Irentchin (Īrenjīn) et Qorûmchî (Qūromīšī), tous deux membres de la tribu mongole Kéraït qui supportent mal l’autorité de Chupan. Qorûmchî vient d’être rappelé à l’ordre par Chupan et Irentchin avait provoqué une rébellion en Anatolie à cause de sa politique d’oppression, Chupan avait alors été envoyé par Oldjaïtou pour l’endiguer. Par la suite Irentchin est nommé gouverneur de Diyarbakır mais bientôt remplacé. Ce dernier a ressenti cette éviction comme une sanction venant de Chupan bénéficiant de l’accord du Sultan. C’est la version rapportée par les historiens Mamelouks pour expliquer la révolte des émirs. Abou Saïd soutient toujours Chupan. Tâj al-Dîn `Alîchâh en revanche, conspire contre Chupan, et joue un rôle dans le retrait de Rashid al-Din.
Le 20 septembre 1319, Chupan se marie avec Sati Beg, sœur d’Abou Saïd.
La dévotion de Chupan pour l’islam a été applaudie par les historiens mamelouks, ce qui est une exception pour un Mongol. En 1320 il fait détruire les églises de Chiraz. Il fait rénover les mosquées qui ont été endommagées par des catastrophes naturelles. Il intervient pour interdire la consommation du vin, contre les bordels et les lieux de divertissement.
Les premiers rapports de Chupan avec les Mamelouks avaient été hostiles. On lui attribue cependant la décision de cesser le siège d’al-Rahba pendant le règne d’Oldjaïtou. Son penchant favorable aux Mamelouks est suffisamment connu pour que son ennemi le renégat Qarasonqur puisse produire des lettres qu’il leur aurait prétendument écrites. Il est vrai que Chupan est crédité de l’organisation d’un échange d’ambassadeurs entre les Mongols et l’Égypte (1323). Un peu plus tard Chupan demande en mariage pour l’un de ses fils, la fille du sultan mamelouk Al-Malik an-Nâsir Muhammad.
Chupan a l’habitude de passer l’essentiel de son temps dans la région frontalière à Derbent (Daghestan) et ne revient à la cour que deux ou trois fois par an. En 1322, Chupan part vers l’Anatolie pour remettre au pas son fils Temür Tash, vice-roi d’Anatolie. Il l’amène auprès d’Abou Saïd qui lui pardonne.
En 1325, Chupan finance la restauration du système de distribution de l’eau de La Mecque, construit par Zubayda bint Ja`far au début du IXe siècle. Ces travaux ne durent que quelques mois et sont terminés au début de 1326.
Les premiers signes de changement d’attitude d’Abou Saïd envers Chupan se révèlent en 1325. Abou Saïd s’éprend de Bagdâd Khâtûn, fille de Chupan renommée pour sa beauté mariée deux ans auparavant avec Hasan Buzurg. Les efforts de Chupan pour distraire Abou Saïd sont sans effet. Le manque de complaisance de Chupan provoque des représailles contre un de ses fils, Demachq Khâja qui a outrepassé ses droits à la cour en l’absence de son père. Les intérêts de Chupan sont mal défendus même par ceux qu’il a choisis comme vizirs. Chupan conduit jusqu’au Terek (Dourdzouk'ethi (en) et Khoundzia) une expédition victorieuse contre le khanat mongol de la Horde d'or. En 1326 un de ses fils, Hasan, bat près de Ghazni (en Afghanistan) et rejette en Transoxiane le khan du Djaghataï Tarmachirin qui avait envahi le Khorassan. Chupan est nommé « émir al-umarāʾ » de la Perse, du Touran et peut-être de Chine par le grand khan de Chine Yesün Temür. Chupan est alors au sommet de son pouvoir. Toujours pendant son absence de la cour son fils Demachq Khâja, trop sûr de lui donne à Abou Saïd un prétexte de s’en prendre à lui et le faire tuer (24 août 1327),.
En 1327, Abou Saïd, las de sa tutelle, rompt avec Chupan. À ce moment-là, Chupan est au Khorassan. Il lève l’étendard de la révolte et s’apprête à marcher de Machhad vers l’Azerbaïdjan. Une médiation entre Chupan et Abou Saïd échoue. La rencontre des deux armées a lieu près de Ray. Mais avant que le combat ne commence, Chupan est abandonné par ses troupes et va se réfugier à Hérat, avec son fils Jela'u Khan, auprès de l'émir kertide Ghiyâth al-Dîn. Celui-ci le fait étrangler, et « envoie son doigt » à Abou Saïd (novembre 1327). Jela'u Khan, fils de Dowlandî Khatun, est exécuté en même temps que son père. Comme récompense de cette trahison, Ghiyâth al-Dîn reçoit la promesse d’un mariage avec Kordotchin une des veuves de Chupan. Le doigt de Chupan est envoyé au Karabagh fin décembre 1327, il est suspendu dans le bazar au milieu de réjouissances. Sa fille Bagdâd Khâtûn essaie de le faire enterrer à La Mecque dans le mausolée qu’il avait fait construire. Le sultan mamelouk Al-Malik an-Nâsir Muhammad s’y oppose. Chupan est finalement enterré à Médine au cimetière d'Al Baqi. Hasan Buzurg, divorce prudemment de Bagdâd Khâtûn, cela permet à Abou Saïd de l’épouser.

### Les enfants de Chupan
- Avec une première épouse[17]?
  - Hasan, vice-roi du Khorassan et du Mazandaran, il prend ses distances avec son père avant sa fuite à Hérat. Il se réfugie auprès du khan de la Horde d'or au service duquel il meurt au cours d'une bataille[17].
  - Temür Tash, vice-roi d'Anatolie, après la chute de son père, il se réfugie en Égypte où il est tué par mes Mamelouks. Il a deux fils qui constituent la dynastie :
    - Hasan Kûtchek règne à Tabriz.
    - Malek Achraf succède à son frère en 1343.

  - Demachq Khâja, reste à la cour d'Abou Saïd où ses frasques le font exécuter, précipitant ainsi le chute de son père. Il est marié à Tûrîn Khâtûn petite-fille du khan Ahmad Teküder. Ils ont une fille :
    - Delchâd Khâtûn mariée à Abou Saïd en 1333, puis avec Hasan Buzurg en 1336[19].

  - Chaykh Mahmud, gouverneur de l'Arménie et de la Géorgie est amené à Tabriz et exécuté après la chute de son frère Demachq Khâja[17]. Il a un fils :
    - Pir Husayn.

  - Bagdâd Khâtûn mariée à Hasan Buzurg qui divorce en 1327, puis mariée à Abou Saïd.
- Avec Dowlandî Khatun, fille d’Oldjaïtou, sœur d’Abou Saïd mariée avec Chupan en 1307.
  - Jela'u Khan, exécuté en même temps que son père à Hérat en 1327.
- Avec Kordotchin, après la mort de Chupan elle est promise en mariage à Ghîath al-Dîn, le souverain de Kert qui l'a exécuté.
  - Siuksah
  - Yagi Basti
  - Nowruz
- Avec Sati Beg, fille d’Oldjaïtou, sœur d’Abou Saïd mariée avec Chupan en 1319.
  - Surgan[20]